# Koruna (Brdská vrchovina)
Koruna je hora nacházející se v centrálních Brdech na území bývalého vojenského újezdu Brdy v okrese Příbram, od ledna 2016 leží vrchol na hranici území obcí Nepomuk v okrese Příbram a Těně v okrese Rokycany poblíž trojmezí s obcí Obecnice v okrese Příbram. Tvoří zakončení rozsochy vybíhající západním směrem z masívu Toku. Vrchol se nachází v Chráněné krajinné oblasti Brdy.

## Vrcholy
Koruna má dva vrcholy:
- západní vrchol (832 m) – vrchol pojmenovaný jako Koruna, nacházela se na něm do roku 2015 konstrukce z lešenářských trubek, pozůstatek po činnosti vojáků, která zřejmě sloužila jako zaměřovací bod. Byla vysoká přes 20 metrů a její zbytky byly odklizeny v roce 2017.[2]
- východní vrchol (837 m) – 500 metrů východo-jihovýchodně od západního vrcholu, hlavní vrchol.[3]

## Přístup
Koruna je nejlépe přístupná po zeleně značené turistické trase z rozcestí Pod Korunou, odkud vede značená odbočka k západnímu vrcholu. Rozcestí se nachází poblíž místa zvaného Bor, podle bývalé hájovny Bor.